# Kardynałowie z nominacji Innocentego XII
Papież Innocenty XII (1691–1700) mianował 30 kardynałów na czterech konsystorzach:

## 12 grudnia 1695

### Nominacje jawne
1. Sebastiano Antonio Tanara, tytularny arcybiskup Damaszku, nuncjusz w Austrii – kardynał prezbiter Ss. IV Coronati (tytuł nadany 21 maja 1696), następnie kardynał biskup Frascati (1 kwietnia 1715), kardynał biskup Ostia e Velletri (3 marca 1721), zm. 5 maja 1724.
2. Jacopo Boncompagni, arcybiskup Bolonii – kardynał prezbiter S. Maria in Via (tytuł nadany 2 stycznia 1696), następnie kardynał biskup Albano (12 czerwca 1724), zm. 24 marca 1731
3. Federico Caccia, arcybiskup Mediolanu, nuncjusz w Hiszpanii – kardynał prezbiter S. Pudenziana (13 sierpnia 1696), zm. 14 stycznia 1699
4. Giovanni Giacomo Cavallerini, tytularny arcybiskup Nicei, nuncjusz we Francji – kardynał prezbiter S. Bartolomeo all'Isola (tytuł nadany 21 maja 1696), zm. 18 lutego 1699
5. Taddeo Luigi dal Verme, biskup Fano – kardynał prezbiter S. Alessio (tytuł nadany 2 stycznia 1696), zm. 12 stycznia 1717
6. Tommaso Maria Ferrari OP, Mistrz Świętego Pałacu – kardynał prezbiter S. Clemente (tytuł nadany 2 stycznia 1696), zm. 20 sierpnia 1716
7. Giuseppe Sacripante, referendarz Obojga Sygnatur – kardynał prezbiter S. Maria Traspontina (tytuł nadany 2 stycznia 1696), następnie kardynał prezbiter S. Prassede (3 marca 1721), kardynał prezbiter S. Lorenzo in Lucina (31 lipca 1726), zm. 4 stycznia 1727
8. Celestino Sfondrati OSB, opat St.-Gall – kardynał prezbiter S. Cecilia (20 lutego 1696), zm. 4 września 1696
9. Enrico Noris OESA, kurator Biblioteki Watykańskiej – kardynał prezbiter S. Agostino (tytuł nadany 2 stycznia 1696), zm. 23 lutego 1704
10. Giambattista Spinola, wicekamerling i gubernator Rzymu – kardynał diakon S. Cesareo in Palatio (tytuł nadany 2 stycznia 1696), następnie kardynał prezbiter S. Cesareo in Palatio (25 stycznia 1706), zm. 19 marca 1719
11. Domenico Tarugi, audytor Roty Rzymskiej – kardynał diakon S. Maria della Scala (tytuł nadany 2 stycznia 1696), zm. 27 grudnia 1696
12. Henri Albert de la Grange d'Arquien, teść króla Polski Jana III Sobieskiego – kardynał diakon S. Nicola in Carcere (tytuł nadany 11 kwietnia 1699), zm. 24 maja 1707

### Nominacjain pectore, opublikowana 11 listopada 1697
1. Baldassare Cenci, tytularny arcybiskup Larissy, prefekt Domu Papieskiego – kardynał prezbiter S. Pietro in Montorio (tytuł nadany 2 grudnia 1697), zm. 26 maja 1709

### Nominacjain pectore, opublikowana 19 grudnia 1698
1. Giacomo Antonio Morigia CRSP, arcybiskup Florencji – kardynał prezbiter S. Cecilia (tytuł nadany 11 kwietnia 1699), zm. 8 października 1708

## 22 lipca 1697

### Nominacje jawne
1. Luiz de Sousa, arcybiskup Lizbony – kardynał prezbiter bez tytułu, zm. 3 stycznia 1702
2. Giorgio Cornaro, tytularny arcybiskup Rodi, nuncjusz w Portugalii – kardynał prezbiter Ss. XII Apostoli (tytuł nadany 7 kwietnia 1698), zm. 10 sierpnia 1722
3. Pierre-Armand du Camboust de Coislin, biskup Orleanu – kardynał prezbiter SS. Trinita al Monte Pincio (tytuł nadany 30 marca 1700), zm. 5 lutego 1706
4. Alonso Fernández de Córdoba y Aguilar – kardynał prezbiter bez tytułu, zm. 19 września 1699
5. Vincenzo Grimani – kardynał diakon S. Eustachio (tytuł nadany 16 maja 1698), zm. 26 września 1710

### Nominacjain pectore, opublikowana 19 grudnia 1698
1. Fabrizio Paolucci, biskup Ferrary – kardynał prezbiter Ss. Giovanni e Paolo (tytuł nadany 5 stycznia 1699), następnie kardynał biskup Albano (8 lutego 1719), kardynał biskup Porto e S. Rufina (12 czerwca 1724), kardynał biskup Ostia e Velletri (19 listopada 1725), zm. 12 czerwca 1726

## 14 listopada 1699

### Nominacje jawne
1. Giuseppe Archinto, arcybiskup Mediolanu – kardynał prezbiter S. Prisca (tytuł nadany 14 marca 1701), zm. 9 kwietnia 1712
2. Andrea Santacroce, tytularny arcybiskup Seleucji, nuncjusz w Austrii – kardynał prezbiter S. Maria del Popolo (tytuł nadany 30 marca 1700), zm. 10 maja 1712
3. Marcello d’Aste, tytularny arcybiskup Aten, prezydent Urbino – kardynał prezbiter Ss. Silvestro e Martino (tytuł nadany 30 marca 1700), zm. 11 czerwca 1709
4. Daniello Marco Delfino, biskup Brescii, nuncjusz we Francji – kardynał prezbiter S. Susanna tytuł nadany 30 marca 1700), zm. 5 sierpnia 1704
5. Giovanni Maria Gabrielli OCist, generał zakonu cystersów – kardynał prezbiter S. Pudenziana (tytuł nadany 3 lutego 1700), zm. 17 września 1711

### Nominacjein pectore, opublikowane 24 listopada 1699
1. Niccolò Radulovich, arcybiskup Chieti, sekretarz Kongregacji ds. Biskupów i Zakonników – kardynał prezbiter S. Bartolomeo all'Isola (tytuł nadany 3 lutego 1700), zm. 27 października 1702
2. Sperello Sperelli, asesor Świętego Oficjum – kardynał prezbiter S. Giovanni a Porta Latina (tytuł nadany 3 lutego 1700), zm. 22 marca 1710

Dwóch innych kardynałów zostało na tym konsystorzu mianowanych in pectore, jednak ich imion nigdy nie opublikowano.

## 21 czerwca 1700
1. Louis-Antoine de Noailles, arcybiskup Paryża – kardynał prezbiter S. Maria sopra Minerva (tytuł nadany 3 stycznia 1701), następnie kardynał prezbiter S. Sisto (3 marca 1729), zm. 4 maja 1729
2. Johannes Philipp von Lamberg, biskup Passawy – kardynał prezbiter S. Silvestro in Capite (tytuł nadany 3 stycznia 1701), zm. 20 października 1712
3. Francisco Antonio de Borja-Centelles y Ponce de León, archidiakon Calatravy i kanonik Toledo – kardynał prezbiter bez tytułu, zm. 3 kwietnia 1702